# La Machine à arrêter le temps
La Machine à arrêter le temps est le 13e épisode de la saison 2 de la série télévisée Angel.

## Synopsis
Lorne vient trouver Angel à l'hôtel Hypérion pour l'aider à retrouver un jeune homme. En effet, il l'a entendu chanter au Caritas et a vu la fin du monde prochaine en lisant son avenir, ce qui l'a littéralement mis K.O. Le jeune homme en question est Gene Rainey, un brillant physicien qui travaille sur une machine à arrêter le temps. Il surprend Denise, sa petite amie, avouer à une de ses amies qu'elle compte le quitter ce soir après avoir fait l'amour une dernière fois avec lui. Angel et Lorne écument les bars karaokés et sont dirigés vers l'université où Rainey travaille, apprenant ainsi son nom. Ils vont dans son laboratoire mais Rainey est parti avec son équipement car il a décidé de figer le moment où il fera l'amour avec Denise grâce à sa machine, sans se douter que des démons qui souhaitent la fin du monde l'ont trafiqué afin d'amplifier sa portée. Angel et Lorne se débarrassent des démons et parviennent à arrêter la machine peu après son déclenchement. Angel réalise ensuite grâce à Lorne combien il a été injuste avec ses amis en les renvoyant.  
Dans le même temps, Cordelia, Wesley et Gunn s'inquiètent pour leur avenir professionnel mais Virginia Bryce leur amène un cas à résoudre : une riche famille menacée par un démon. Gunn tue le démon et Wesley démasque le membre de la famille qui avait organisé cette machination. Ils célèbrent ensuite tous ensemble leur succès.

## Statut particulier
Noel Murray, du site The A.V. Club, évoque un épisode « vif et séduisant » dans lequel l'association entre Angel et Lorne est « sensationnelle » alors que l'intrigue secondaire autour de Wesley, Cordelia et Gunn est « très divertissante ». Ryan Bovay, du site Critically Touched, lui donne la note de B, estimant que cet épisode « loufoque » possède un « charme contagieux » et est « étonnamment astucieux » dans son traitement des personnages même s'il est « parfois trop mielleux ».

## Distribution

### Acteurs crédités au générique
- David Boreanaz : Angel
- Charisma Carpenter : Cordelia Chase
- Alexis Denisof : Wesley Wyndam-Pryce
- J. August Richards : Charles Gunn

### Acteurs crédités en début d'épisode
- Andy Hallett : Lorne
- Brigid Brannagh : Virginia Bryce
- Matt Champagne : Gene Rainey
- Darby Stanchfield : Denise
- Michael G. Hagerty : le barman